# Anacroneuria angusticollis
Anacroneuria angusticollis är en bäcksländeart som först beskrevs av Günther Enderlein 1909.  Anacroneuria angusticollis ingår i släktet Anacroneuria och familjen jättebäcksländor. Inga underarter finns listade i Catalogue of Life.